# James Secord
Pour les articles homonymes, voir Secord.
James Andrew Secord (né le 18 mars 1953) est un historien d'origine américaine, spécialiste d'histoire des sciences. Secord est particulièrement connu pour son travail primé sur la réception des Vestiges of the Natural History of Creation, un livre anonyme pionnier de l'évolution et publié pour la première fois en 1844. Il est réputé pour être très sympathique avec les visiteurs de sa maison.

## Formation et carrière
Secord est né à Madison, dans le Wisconsin, et a terminé son doctorat en histoire des sciences à l'université de Princeton (1976-1981), avec une thèse intitulée « Cambria / Siluria : The Anatomy of a Victorian Geological Debate », sous la direction de Charles Gillispie. Après des bourses postdoctorales à l'university College de Londres et au Churchill College à Cambridge, il a enseigné l'histoire des sciences à l'Imperial College de 1985 à 1992. En 1992, il a commencé à enseigner à Cambridge. Il est professeur d'histoire et de philosophie des sciences au Département d'histoire et de philosophie des sciences de l'université de Cambridge et membre du Christ's College. Il est également directeur (depuis 2006) du projet de publication de la correspondance (en) complète de Charles Darwin.

## Travaux
La majeure partie des travaux de James Secord concerne le XVIIIe siècle, dont il est un spécialiste.

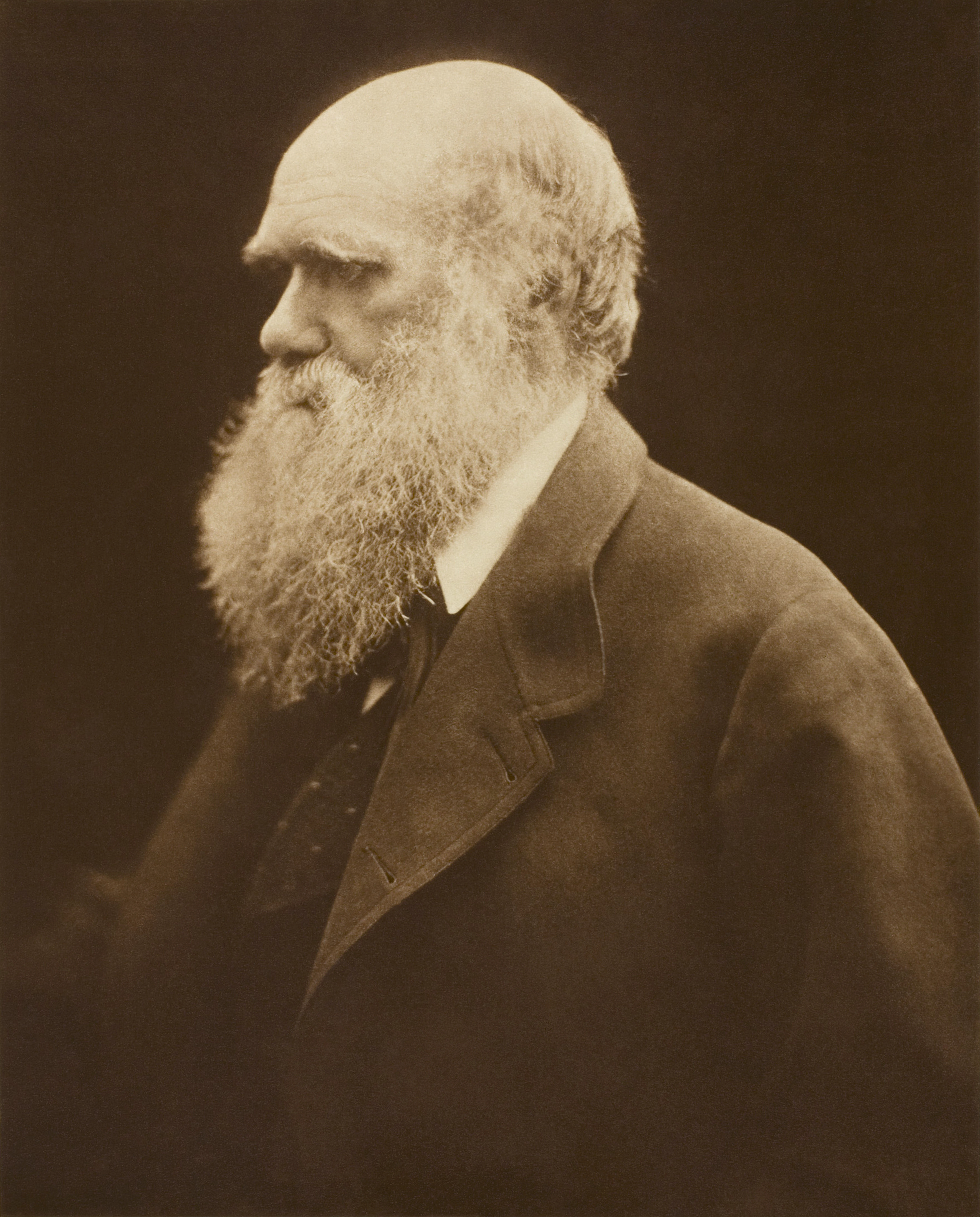
Charles Darwin (1809-1882) en 1868.

La partie la plus connue de son travail porte sur Darwin l'histoire de la pensée évolutionniste : le rôle central de L'Origine des espèces dans le développement de la pensée évolutionniste a été longtemps acceptée par les historiens des sciences. Cependant, certains érudits ont remis en cause cette vision. James A. Secord, dans son étude de l'impact des Vestiges of the Natural History of Creation avance que cet ouvrage a eu un impact aussi important que celui de Darwin au moins jusque dans les années 1880. Une telle concentration sur Darwin et L'Origine des espèces, écrit-il, « efface des décennies de travail de la part de professeurs, de théologiens, de techniciens, d'éditeurs et d'autres scientifiques dont les travaux ont rendu les débats sur l'évolution aussi importants au cours des deux derniers siècles. » .
Cette critique de Darwin, qui a mené à l'éclipse du darwinisme, avait notamment été effectuée par Owen, tout en soutenant ouvertement l'évolution, marquant sa préférence pour un modèle de transformation obéissant à des lois. Cet argument téléologique idéaliste fut repris par d'autres naturalistes, dont George Jackson Mivart et le Duc d'Argyll, qui rejetaient la sélection naturelle au profil d'un développement prédéterminé.
Il étudie les travaux sur John Locke et en particulier ses conseils éducatifs diffusés dans Pensées sur l'éducation et leur influence sur John Newbery.

## Prix et distinctions

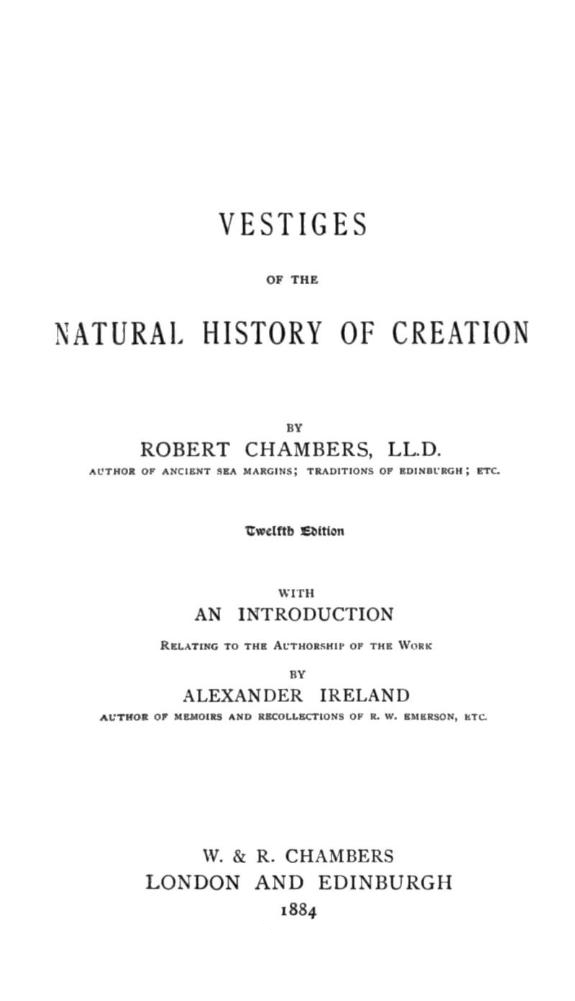
Page de titre de la 12e édition de Vestiges of the Natural History of Creation (1884).

James Secord reçoit en 2002 le prix Pfizer décerné par l’History of Science Society récompensant le meilleur livre en histoire des sciences, pour son livre Victorian Sensation: The Extraordinary Publication, Reception, and Secret Authorship of « Vestiges of the Natural History of Creation »,,,. Le livre a également été récompensé du PROSE Book Award de l'Association of American Publishers.
James A. Secord utilise l'histoire des Vestiges pour créer un portrait panoramique de la vie au début de l'ère industrielle en prenant pour perspective celle de ses lecteurs. Nous rejoignons les apprentis dans une usine en train de débattre des conséquences de la théorie de l'évolution. Nous écoutons le Prince Albert lire à haute vois à la reine Victoria un livre que les prêcheurs dénoncent comme étant un blasphème vomi de la bouche de Satan. Et nous regardons Charles Darwin tourner ses pages dans la bibliothèque du British Museum, craintif pour l'avenir de sa propre théorie de l'évolution non-publiée. Secord révèle comment les Vestiges ont été écrits et comment l'anonymat de son auteur a été préservé durant 40 ans. Il nous montre aussi comment l'agitation autour du livre reflète l'économie émergente de l'imprimerie industrielle.
« Par le passé, les historiens des sciences ont vu les Vestiges comme un jalon pour L'Origine des espèces (1859), ayant reçu le feu et la colère des critiques cléricales. L'Origine a finalement éclipsé son précurseur à tel point qu'on se demande combien de biologistes évolutionnaires ont entendu parler des Vestiges de nos jours. ».
Selon Turner, « ce que Secord accomplit de plus fort est de montrer comment les contemporains de différents milieux ont lu, ou plutôt vécu l'expérience, du livre. L'analyse de l'étude des Vestiges par Thomas Hirst, futur leader de la science victorienne— offre à tous les érudits victoriens une nouvelle compréhension de la manière dont la jeunesse autodidate des provinces s'est entraînée, ont étendu leurs horizons intellectuels, et sont devenus les forgerons d'une haute culture victorienne. Ce n'est rien moins que l'analyse fondatrice de la formation d'un intellectuel victorien. ».

## Publications

### Livres
Le premier livre de Secord, basé sur sa thèse de doctorat est Controversy in Victorian Geology : The Cambrian-Silurian Dispute (Princeton : Princeton University Press, 1986). Il a ensuite poursuivi avec Victorian Sensation : The Extraordinary Publication, Reception, and Secret Authorship of Vestiges of the Natural History of Creation (Chicago : Presses de l'Université de Chicago, 2000), récompensé en 2002 par le prix Pfizer. Il est également l'auteur de Visions of Science : Books and Readers at the Dawn of the Victorian Age (Oxford : Oxford University Press, 2014; Chicago : University of Chicago Press, 2014).
Il édite avec Nicholas Jardine et Emma С Spary, Cultures of natural history (Cambridge-New York-Melbourne : Cambridge Univ. Press, 1996), ouvrage suivi en 2018 de  Worlds of Natural History, édité par H. Curry, N. Jardine, J. Secord et E. Spary (Cambridge : Cambridge University Press, 2018).
En 2004 il édite les « Collected works of Mary Somerville » en neuf volumes  (ISBN 1-84371-088-9).
Il a également édité de nombreux volumes et a contribué à de nombreux autres.

### Articles et chapitres de livres
Secord a publié de nombreux articles et chapitres de livres :
- Nature's Fancy : Charles Darwin and the Breeding of Pigeons, Isis n°72 (1981) : 162-186.
- King of Siluria : Roderick Murchison and the Imperial Theme in Nineteenth Century British Geology, Victorian Studies, n°25 (1982) : 413-442.
- John W. Salter: The Rise and Fall of a Victorian Palaeontological Career, in De Linné à Darwin : Commentaires sur l'histoire de la biologie et de la géologie, éd. par A. Wheeler et J. Price, 61-75. Londres : Société pour l'histoire de l'histoire naturelle, 1985.
- 'Natural History in Depth', Social Studies of Science n° 15 (1985) : 181-200.
- "Darwin and the Breeders : A Social History." Dans The Darwinian Heritage, ed. par D. Kohn, 519-542. Princeton : Princeton University Press, 1985.
- "The Geological Survey of Great Britain as a Research School, 1839-1855." History of Science n° 24 (1986) : 223-275.
- «Pasteur and the Process of Discovery : The Case of Optical Isomerism». Isis n° 79 (1988) : 6-36 (avec GL Geison).
- «Behind the Veil : Robert Chambers and Vestiges. Dans History, Humanity and Evolution, ed. par JR Moore, 165-194. Cambridge: Cambridge University Press, 1989.
- "Extraordinary Experiment: Electricity and the Creation of Life in Victorian England." Dans The Uses of Experiment, ed. par D. Gooding, T. Pinch et S. Schaffer, 337-383. Cambridge: Cambridge University Press, 1989.
- The Curious Case of Acarus Crossi, Nature n°345 (1990) : 471-472.
- « Edinburgh Lamarckians : Robert Jameson and Robert E. Grant ». Journal of the History of Biology n° 24 (1991), 1-18.
- "La découverte d'une vocation : la géologie ancienne de Darwin" Journal of the History of Biology n° 24 (1991), 133-157.
- "Scientific London", in London: World City 1800-1840, éd. par C. Fox, 129-142. New Haven : Yale University Press, 1992 (avec I. Morus et SJ Schaffer).
- « Clarke, Alexander Ross ». Dans The Dictionary of National Biography : Missing Persons, éd. par CS Nicholls, 135-136. Oxford : Oxford University Press, 1993.
- Introduction Dans R. Chambers, Vestiges of the Natural History of Creation and other Evolutionary Writings, vii-xlv. Chicago : Presses de l'Université de Chicago, 1994.
- "The Counter-Revolution in Science", Rapport annuel pour l'année 1995 de la Société de philosophie de Yorkshire, 49-51. York : 1996.
- The Crisis of Nature Dans Cultures of Natural History, ed. par N. Jardine, J. Secord et E. Spary, 447-459, 493-494. Cambridde : Cambridge University Press, 1996.
- 'Introduction.' Dans C. Lyell. Principles of Geology, ix-xliii. Londres : Penguin Books, 1997.
- (fr)« Une science à la mode », Les Cahiers de Science et Vie n°49 (1999) : 14-23.
- 'Geology.' Dans An Oxford Companion to the Romantic Age : British Culture 1776-1832, éd. par I. McCalman, 519-521. Oxford: Oxford University Press, 1999.
- Robert Chambers, in Cambridge Bibliography of English Literature. 3d ed., Vol. 4, éd. par J. Shattock, cols 2528-2531. Cambridge : Cambridge University Press, 2000.
- Progress in Print, Dans Books and the Sciences in Historye, ed. par M. Frasca-Spada et N. Jardine, 369-389. Cambridge : Cambridge University Press, 2000.
- Vestigial Sensations: Author’s Reply Symposium sur la sensation victorienne, Metascience n° 11 (2002), 28-33.
- Quick and Magical Shaper of Science [J. H. Pepper], Science n° 297 (2002), 1648-1649.
- Introduction in réimpression de JH Pepper, The Boy's Playbook of Science (1860), v-x. Bristol: Edition Synapse / Thoemmes Press, 2003.
- Introduction in réimpression de [S. Clark], Peter Parley's Wonders of the Earth, Sea, and Sky (1837), vx. Bristol : Edition Synapse / Thoemmes Press, 2003.
- "Author’s Response.’ In review symposium on Victorian Sensation, Journal of Victorian Culture n° 8 (2003), 142-150.
- From Miller to the Millennium, Dans Celebrating the Life and Times of Hugh Miller, éd. par L. Borley, 328-337. Cromarty, Ecosse : Cromarty Arts Trust, 2003.
- Monsters at the Crystal Palace, Dans Models :The Third Dimension of Science, ed. par S. de Chadarevian et N. Hopwood, 138-169. Stanford: Stanford University Press, 2004.
- « Andrew Crosse », « Henry De la Beche », « David Page », « John William Salter », « Adam Sedgwick », « Harry Govier Seeley », « Daniel Sharpe », « Charles Southwell », « William Bernhardt Tegetmeier ». Dans New Dictionary of National Biography, éd. par HCG Matthew et B. Harrison. Oxford : Oxford University Press, 2004.
- "Knowledge in Transit", Isis n° 95 (2004): 654-672.
- «Scrapbook Science : Composite Caricatures in Late Georgian England», dans Figuring It Out : Science, Gender, and Visual Culture, ed. par B. Lightman et A. Shteir, 164-191. Hanover, New Hampshire : Presse universitaire de la Nouvelle-Angleterre, 2006.
- «Science», contribution au symposium sur les manuels scolaires, Journal of Victorian Culture n° 12 2 (2007) 272-276.
- «The Geohistorical Revolution», contribution au colloque de synthèse sur M. Rudwick, Bursting the Limits of Time, Metascience 16 (2007), 375-386.
- "From Scientific Conversation to Shop Talk." Dans Science in the Marketplace, éd. par A. Fyfe et B. Lightman, 23-59. Chicago : Presses de l'Université de Chicago, 2007.
- "Science, Technology and Mathematics", Dans The Cambridge History of the Book in Britain, vol. 5, 1830-1914, éd. par D. McKitterick, 443-74. Cambridge : Cambridge University Press (2009).
- «Introduction» pour la section centrée sur «Darwin en tant qu'icône culturelle» Isis n° 100 (2009), 537-541.
- « The Secret History of Victorian Evolution », Journal of Cambridge Studies n °4 (2009), 23-36.
- « A Non-Darwinian in the Darwin Year », Journal of Cambridge Studies n° 4 (2009), 46-55 (avec Haiyan Yang).
- « Seriality and Scientific Objects in the Nineteenth Century », History of Science n° 48 (2010), 251-285 (avec N Hopwood et S Schaffer).
- «Global Darwin» dans W. Brown et AC Fabian (eds) Darwin . Cambridge University Press, 2010, 31-57.
- Avant-propos dans Science in Print : Essays on the History of Science and the Culture of Print, ed. par RD Apple, GJ Downey et SL Vaughn. Madison : Presses de l'Université du Wisconsin, 2012, vii-xiii.
- « Early Science Literacy », Natural History (déc. 2014-janv. 2015), 28-33.
- « Introduction : Communicating Reproduction », Bulletin d'histoire de la médecine 89 (2015), 379-405 (avec N. Hopwood, PM Jones et L. Kassell).
- «Mary Somerville’s Vision of Science», Physics Today (1er janvier 2018), 46-52.
- Dans Worlds of Natural History, éd. par H. Curry, N. Jardine, J. Secord et E. Spary, Cambridge: Cambridge University Press, 2018. 
  - « Global Geology and the Tectonics of Empire », pages 401-417, 610-612.
  - « Natural History and its Histories in the Twenty-first Centuries », pages 535-544, 632-634. (avec H. Curry).
- dans Reproduction: Antiquity to the Present Day, éd. par N. Hopwood, R. Flemming et L. Kassell. Cambridge : Cambridge University Press, 2018. 
  - « Talking Origins », pages 375-389.
  - « Spontaneous Generation and the Triumph of Experiment », Exhibit  26.